# La máquina (película)
La máquina (título original: La machine) es una película franco-alemana de ciencia ficción, suspenso y terror de 1994, dirigida por François Dupeyron, que a su vez la escribió, está basada en la novela de René Belletto, musicalizada por Michel Portal, en la fotografía estuvo Dietrich Lohmann y los protagonistas son Gérard Depardieu, Nathalie Baye y Didier Bourdon, entre otros. El filme fue realizado por France 2 Cinéma, Hachette Première y M6 Films; se estrenó el 28 de mayo de 1994.

## Sinopsis
Lacroix es un científico que estudia la psiquiatría criminal. Ha creado una máquina que permite meterse en el pensamiento de la gente, ahora puede conocer lo que piensa un psicópata o un homicida. Pero en una oportunidad, al probarla con un criminal, la máquina falla e intercambia sus mentes. Desde entonces, Lacroix piensa como ese homicida.